# Pegomya longshanensis
Pegomya longshanensis este o specie de muște din genul Pegomya, familia Anthomyiidae, descrisă de Wei în anul 1988. Conform Catalogue of Life specia Pegomya longshanensis nu are subspecii cunoscute.